# Foo Camp

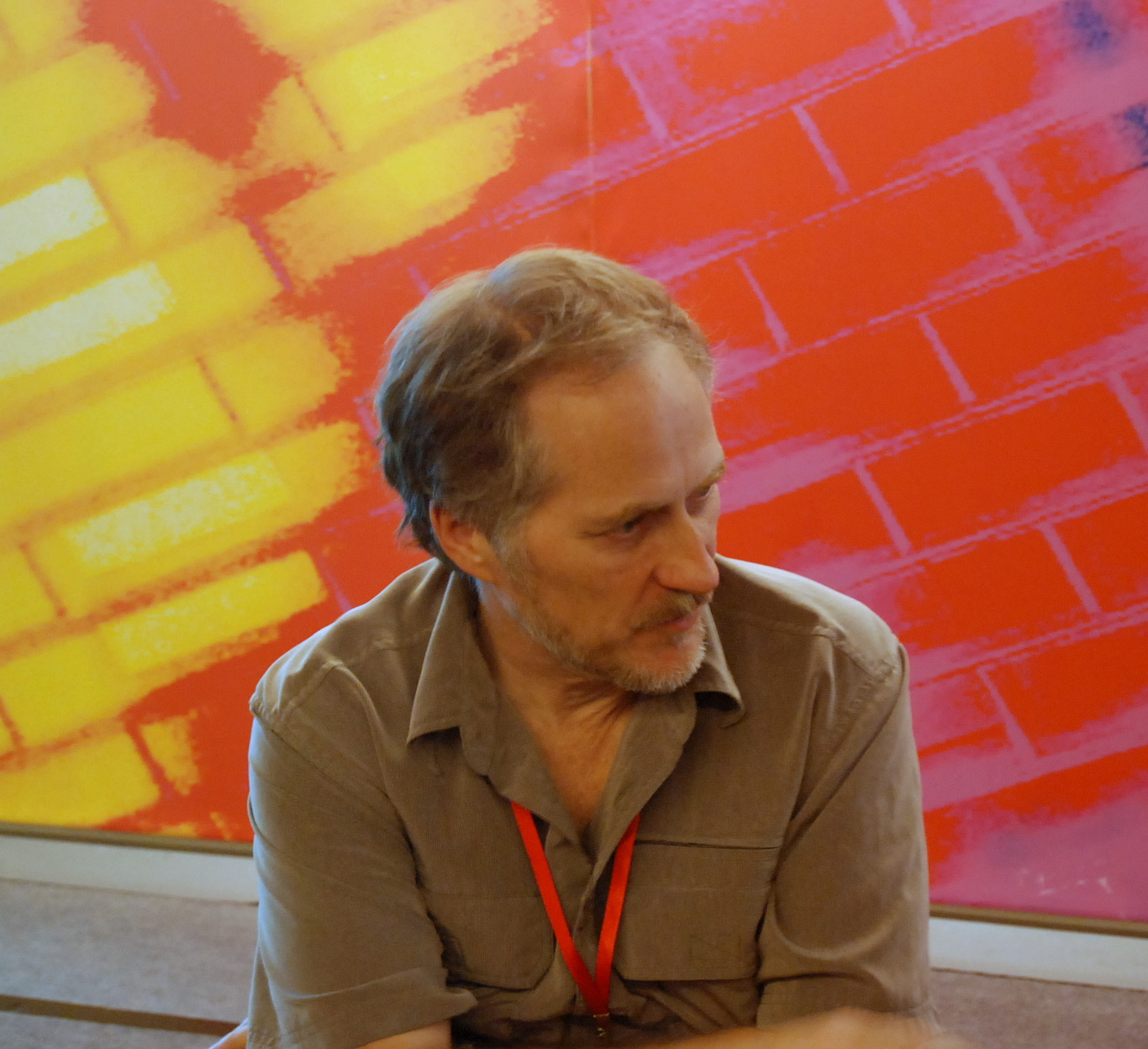
Tim O'Reilly al Foo China 2007

Il Foo camp è una riunione annuale di hacker. L'evento, per tradizione non strutturato e senza un programma predefinito, è ospitato in strutture mobili messe a disposizione dall'editore Tim O'Reilly. La partecipazione è solo su invito.
O'Reilly descrive un Foo Camp come una "conferenza wiki" in quanto il programma è sviluppato dagli stessi partecipanti usando una grande lavagna sulla quale ciascuno può apportare modifiche necessarie ad ottimizzare la pianificazione delle diverse discussioni. Finalità di un Foo Camp è di attirare sempre nuove persone che con il loro contributo possono aumentare la conoscenza della casa editrice sulle nuove tecnologie incoraggiando lo scambio di informazioni e facendo crescere soggetti di particolare interesse per il futuro della O'Reilly. Il primo Foo camp si è tenuto nell'ottobre 2003 e ha visto circa 200 partecipanti.